# Portvrijdom

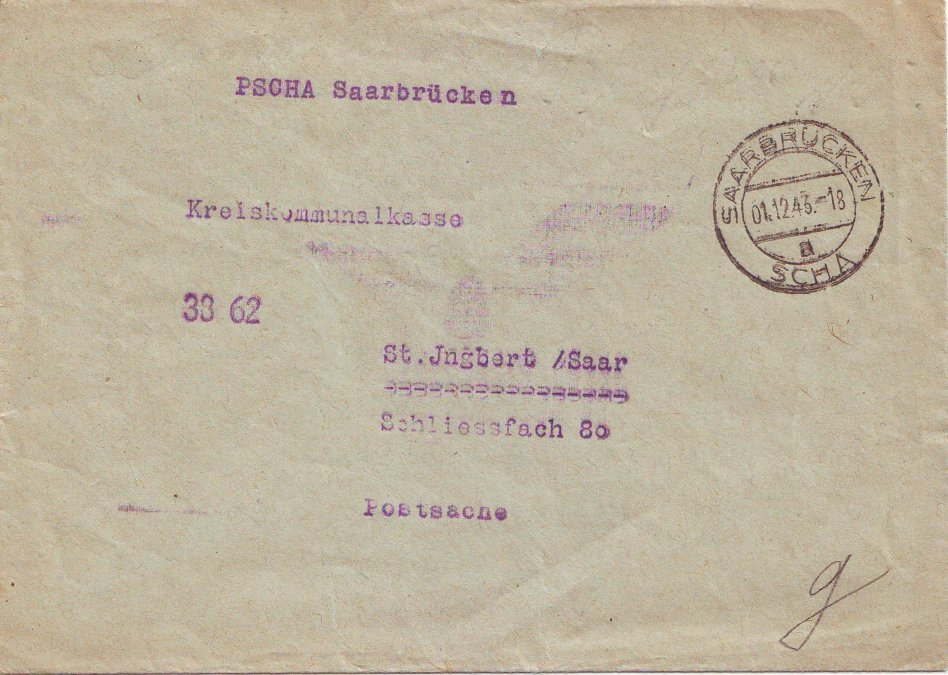
Brief van het Postscheckamt in Saarbrücken (vergelijkbaar met een kantoor van de vroegere Postcheque- en Girodienst in Nederland) naar Sankt Ingbert, 1 december 1943. Als instelling van de Deutsche Reichspost, de Duitse postdienst, genoot het PSCHA ((Postscheckamt, in het stempel SCHA, Scheckamt, genoemd) portvrijdom.

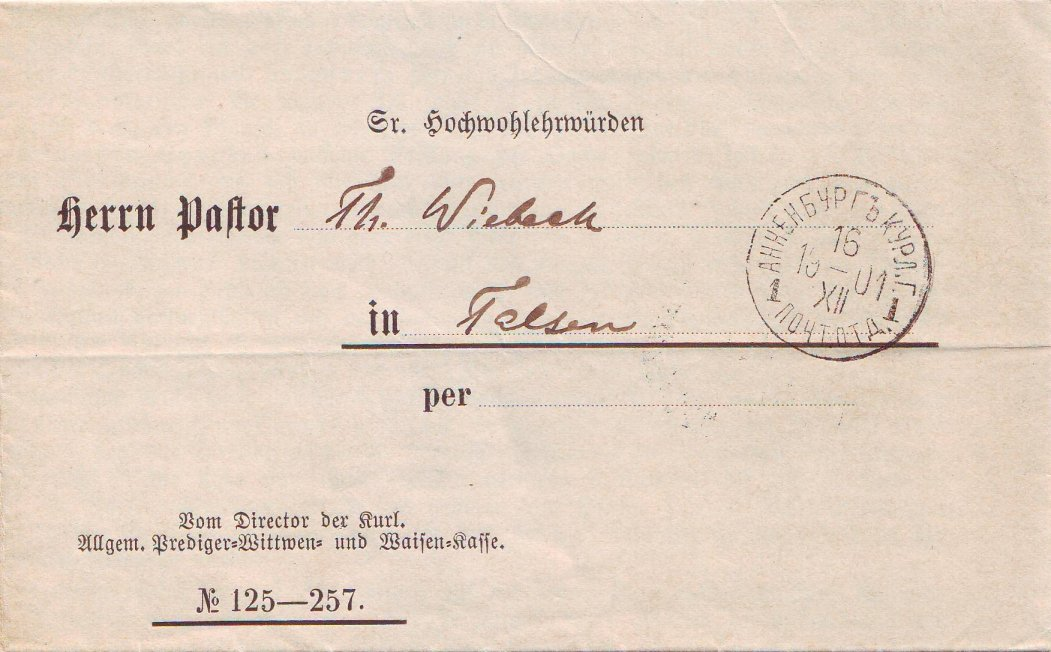
Brief van het (Lutherse) Koerlandse Algemene Fonds voor Weduwen en Wezen van Priesters in Annenburg (nu Emburga in Letland) naar de dominee van Talsen (nu Talsi), 16 december 1901. Brieven van de kerken waren portvrij in het Keizerrijk Rusland. De voertaal in de Letse lutherse kerk was tot de onafhankelijkheid in 1918 Duits.

Portvrijdom is het privilege om niet te hoeven betalen voor de post die men verstuurt. Meestal zijn het organisaties of speciale groepen personen die portvrijdom genieten. De poststukken die deze organisaties versturen, hebben doorgaans geen postzegel. Sommige landen hebben echter wel portvrijdomzegels uitgegeven, zodat geen verwarring kon ontstaan over de vraag of de afzender wel terecht geen postzegel had geplakt.
In Nederland zijn de interneringszegels een voorbeeld van portvrijdomzegels. Geïnterneerde militairen uit België hadden in Nederland portvrijdom en de interneringszegels waren een (mislukte) poging om hun postverkeer te reguleren.
Portvrijdom is iets anders dan baarfrankering. Dan wordt een poststuk ook zonder postzegel verzonden, maar betaalt de afzender wel het porto. Het is ook iets anders dan post naar een antwoordnummer of een andere vorm van verzending zonder postzegel waarbij het port naar de ontvanger wordt verlegd.

## Wie geniet portvrijdom?
Portvrijdom wordt en werd vaak verleend aan:
- Militairen te velde, die in veel landen hun post portvrij mogen versturen als ze gebruikmaken van de veldpost. Het gebeurt ook wel dat ze post mogen versturen tegen een gereduceerd tarief.
- Krijgsgevangenen en vluchtelingen.
- Mensen met een handicap, die in sommige landen hun post portvrij kunnen versturen. Zo zijn in Nederland brieven in braille (‘blindenzendingen’) portvrij.
- Overheidsorganisaties, zoals ministeries, gemeenten, rechtbanken en het staatshoofd.
- Semioverheidsorganisaties, scholen, charitatieve instellingen en de kerken.
- Diplomatieke vertegenwoordigers van vreemde mogendheden.
- De postdienst zelf.

De laatste tientallen jaren hebben veel postdiensten de portvrijdom voor (semi-)overheidsorganisaties afgeschaft. In Nederland gebeurde dat op 1 januari 1971 met de portvrijdom voor het Koninklijk Huis. Op 1 januari 1984 volgden de andere overheidsorganisaties en op 1 januari 1994 verdween ook de portvrijdom voor de kerken. In sommige landen, zoals de Duitse Democratische Republiek, werden na de opheffing van de portvrijdom dienstzegels voor de overheid ingevoerd. Op die manier hield de overheid controle over de namens haar verzonden post.